# رائول دو بوآین
رائول دو بوآین (فرانسوی: Raoul de Boigne‎; ۲۵ دسامبر ۱۸۶۲ – ۱۹ مهٔ ۱۹۴۹)  تیرانداز اهل فرانسه بود.
وی همچنین برندهٔ جوایزی همچون لژیون دونور (افسر) شده‌است.
وی در مسابقات کشوری و بین‌المللی در مجموع برندهٔ ۱ مدال نقره، ۳ مدال برنز شده‌است.